# Tisa (okręg Hunedoara)
Tisa – wieś w Rumunii, w okręgu Hunedoara, w gminie Burjuc. W 2011 roku liczyła 147 mieszkańców.